# Cristoforo Benigno Crespi
Cristoforo Benigno Crespi (Busto Arsizio, 18 ottobre 1833 – Milano, 5 gennaio 1920) è stato un imprenditore italiano nel settore tessile.

## Biografia
Era figlio di Maria Provasoli ed Antonio Benigno "Toni Tengitt" Crespi, discendente di una famiglia di imprenditori tessili di Busto Arsizio (VA). Era, pertanto, fratello dell'imprenditore Benigno. Dopo aver brevemente seguito gli studi classici, si diplomò in ragioneria. Terminò il seminario senza diventare prete ed iniziò la facoltà di giurisprudenza a Pavia che dovette però lasciare per motivi economici.
Aiutato dal padre, convertì tre diverse strutture site in tre comuni distinti, dando vita agli opifici di: Vaprio d'Adda (1864), Vigevano (1867) e Ghemme (1869); nel caso dell'opificio di Vaprio, fu aiutato anche finanziariamente da Ercole Lualdi, ma la produzione in questo stabilimento fu poco redditizia a causa della guerra civile americana che comportò una conseguente "carestia" di cotone, colpendo così l'industria cotoniera europea. Pertanto, verso la fine del 1865, Cristoforo Benigno dovette suo malgrado cedere l'opificio di Vaprio a Raimondo Visconti di Modrone. In seguito alla separazione ereditaria alla morte del padre (1883), lo stabilimento di Vigevano passò al fratello Giuseppe e quello di Ghemme ad altri due fratelli (Carlo e Pasquale, quest'ultimo nel 1889 si separò a sua volta per fondare una propria filatura a Verona).
Venne comunque conservato il nome della ditta a nome del nonno Benigno Crespi. Nel 1886, Cristoforo Benigno acquistò un'ulteriore filatura a Baveno, ceduta in seguito al figlio Silvio. Aspirando a creare un proprio stabilimento, si ripiegò nel febbraio 1877, ottenendo l'autorizzazione ad utilizzare una derivazione d'acqua dal fiume Adda di cui intendeva servirsi come forza motrice per una erigenda filatura, tra i comuni di Capriate e Canonica d'Adda; l'anno seguente fondò lo stabilimento ed un villaggio operaio, che nel complesso prese il nome di Crespi d'Adda, introducendo i più moderni sistemi di filatura dell'epoca.
Nel 1879 fece costruire, su progetto dell'architetto Angelo Colla, una villa in stile moresco, dedicata alla moglie Pia Travelli, chiamata Villa Pia (ora Villa Crespi) ad Orta San Giulio, da utilizzare come residenza estiva. Nel 1884 trasferì il suo domicilio a Milano, nella casa di via Borgonuovo 18 (realizzata dal costruttore/decoratore Angelo Colla), dove ebbe sede l'azienda. Nel 1904 riuscì finalmente a costruire la centrale idroelettrica di Trezzo sull'Adda, dopo molti tentativi, con relative proposte al comune respinte.
Era un grande appassionato d'arte e raccolse una delle più apprezzate e ricche collezioni di quadri, tra i quali dipinti di Tiziano, Canaletto e Rubens. Sposò Pia Travelli ed ebbe quattro figli: Silvio, Daniele, Bice e Maria. Morì nel 1920 e ricevette sepoltura nel cimitero di Crespi d'Adda.